# Слобода (Коми)
Слобода  — деревня в Сысольском районе Республики Коми в составе сельского поселения  Куратово. 

## География
Расположена на расстоянии менее 2 км на юго-восток от центра поселения села Куратово.  

## Население
Постоянное население  составляло 119 человек (коми 98%) в 2002 году, 86 в 2010 .